# Cantone di Redon
Il Cantone di Redon è una divisione amministrativa dell'arrondissement di Redon.
A seguito della riforma approvata con decreto del 18 febbraio 2014, che ha avuto attuazione dopo le elezioni dipartimentali del 2015, è passato da 6 a 16 comuni.

## Composizione
I 6 comuni facenti parte prima della riforma del 2014 erano:
- Bains-sur-Oust
- La Chapelle-de-Brain
- Langon
- Redon
- Renac
- Sainte-Marie

Dal 2015 i comuni appartenenti al cantone sono passati a 16, ridottisi a 15 dal 1º gennaio 2016 a seguito della fusione dei comuni di Guipry e Messac a formare il nuovo comune di Guipry-Messac:
- Bains-sur-Oust
- Bruc-sur-Aff
- La Chapelle-de-Brain
- Guipry-Messac
- Langon
- Lieuron
- Lohéac
- Pipriac
- Redon
- Renac
- Saint-Ganton
- Saint-Just
- Saint-Malo-de-Phily
- Sainte-Marie
- Sixt-sur-Aff